# شوش العليا (بابويي)
شوش العليا (بالفارسية: شوش علیا) هي قرية تقع في إيران في قسم بابويي الريفي. يقدر عدد سكانها بـ 156 نسمة بحسب إحصاء 2016.